# Eleições legislativas portuguesas de 2015 no Estrangeiro
| Eleições legislativas portuguesas de 2015 Distritos: Aveiro \| Beja \| Braga \| Bragança \| Castelo Branco \| Coimbra \| Évora \| Faro \| Guarda \| Leiria \| Lisboa \| Portalegre \| Porto \| Santarém \| Setúbal \| Viana do Castelo \| Vila Real \| Viseu \| Açores \| Madeira \| Estrangeiro |

## Resultados por país
Os resultados nas embaixadas e consulados do Estrangeiro foram os seguintes:

### Europa

#### Alemanha
| Partido                 | Partido                        | Votos  | %               | +/-   |
| ----------------------- | ------------------------------ | ------ | --------------- | ----- |
|                         | Portugal à Frente              | 1 100  | 48,14 / 100,00  | 2,16  |
|                         | Partido Socialista             | 697    | 30,50 / 100,00  | 12,73 |
|                         | Coligação Democrática Unitária | 151    | 6,61 / 100,00   | 1,96  |
|                         | Bloco de Esquerda              | 133    | 5,82 / 100,00   | 3,24  |
|                         | LIVRE/Tempo de Avançar         | 56     | 2,45 / 100,00   | Novo  |
|                         | Nós, Cidadãos!                 | 30     | 1,31 / 100,00   | Novo  |
|                         | Outros                         | 103    | 4,52 / 100,00   |       |
| Votos Inválidos         | Votos Inválidos                | 15     | 0,66 / 100,00   | 0,43  |
| Total                   | Total                          | 2 285  | 100,00 / 100,00 |       |
| Eleitorado/Participação | Eleitorado/Participação        | 14 219 | 16,07 / 100,00  | 13,24 |

#### Espanha
| Partido                 | Partido                                     | Votos | %               |
| ----------------------- | ------------------------------------------- | ----- | --------------- |
|                         | Portugal à Frente                           | 246   | 43,93 / 100,00  |
|                         | Partido Socialista                          | 137   | 24,46 / 100,00  |
|                         | Bloco de Esquerda                           | 57    | 10,18 / 100,00  |
|                         | Coligação Democrática Unitária              | 54    | 9,64 / 100,00   |
|                         | LIVRE/Tempo de Avançar                      | 18    | 3,21 / 100,00   |
|                         | Pessoas–Animais–Natureza                    | 9     | 1,61 / 100,00   |
|                         | Nós, Cidadãos!                              | 8     | 1,43 / 100,00   |
|                         | Partido Unido dos Reformados e Pensionistas | 6     | 1,07 / 100,00   |
|                         | Outros                                      | 20    | 3,58 / 100,00   |
| Votos Inválidos         | Votos Inválidos                             | 5     | 0,90 / 100,00   |
| Total                   | Total                                       | 560   | 100,00 / 100,00 |
| Eleitorado/Participação | Eleitorado/Participação                     | 4 945 | 11,32 / 100,00  |

#### França
| Partido                 | Partido                         | Votos  | %               | +/-  |
| ----------------------- | ------------------------------- | ------ | --------------- | ---- |
|                         | Portugal à Frente               | 2 118  | 36,89 / 100,00  | 6,11 |
|                         | Partido Socialista              | 1 966  | 34,24 / 100,00  | 9,78 |
|                         | Bloco de Esquerda               | 218    | 3,80 / 100,00   | 1,48 |
|                         | Coligação Democrática Unitária  | 217    | 3,78 / 100,00   | 0,83 |
|                         | Partido Democrático Republicano | 66     | 1,15 / 100,00   | Novo |
|                         | Outros                          | 285    | 4,96 / 100,00   |      |
| Votos Inválidos         | Votos Inválidos                 | 872    | 15,19 / 100,00  | 0,22 |
| Total                   | Total                           | 5 742  | 100,00 / 100,00 |      |
| Eleitorado/Participação | Eleitorado/Participação         | 40 166 | 14,30 / 100,00  | 5,79 |

#### Restantes países da Europa
| Partido                 | Partido                         | Votos | %               | +/-  |
| ----------------------- | ------------------------------- | ----- | --------------- | ---- |
|                         | Portugal à Frente               | 1 079 | 36,59 / 100,00  | 4,08 |
|                         | Partido Socialista              | 786   | 26,65 / 100,00  | 4,16 |
|                         | Bloco de Esquerda               | 239   | 8,10 / 100,00   | 1,42 |
|                         | Coligação Democrática Unitária  | 231   | 7,83 / 100,00   | 0,79 |
|                         | LIVRE/Tempo de Avançar          | 111   | 3,76 / 100,00   | Novo |
|                         | Pessoas–Animais–Natureza        | 44    | 1,49 / 100,00   | 0,01 |
|                         | Partido Democrático Republicano | 42    | 1,42 / 100,00   | Novo |
|                         | Outros                          | 108   | 3,66 / 100,00   |      |
| Votos Inválidos         | Votos Inválidos                 | 309   | 10,47 / 100,00  | 0,30 |
| Total                   | Total                           | 2 949 | 100,00 / 100,00 |      |
| Eleitorado/Participação | Eleitorado/Participação         | 9 558 | 30,85 / 100,00  | 0,18 |

#### Suíça
| Partido                 | Partido                         | Votos | %               | +/-  |
| ----------------------- | ------------------------------- | ----- | --------------- | ---- |
|                         | Portugal à Frente               | 797   | 37,56 / 100,00  | 8,19 |
|                         | Partido Socialista              | 495   | 23,33 / 100,00  | 9,98 |
|                         | Coligação Democrática Unitária  | 158   | 7,45 / 100,00   | 0,90 |
|                         | Bloco de Esquerda               | 138   | 6,50 / 100,00   | 2,89 |
|                         | Partido Democrático Republicano | 37    | 1,74 / 100,00   | Novo |
|                         | LIVRE/Tempo de Avançar          | 27    | 1,27 / 100,00   | Novo |
|                         | Outros                          | 74    | 3,49 / 100,00   |      |
| Votos Inválidos         | Votos Inválidos                 | 396   | 18,66 / 100,00  | 5,05 |
| Total                   | Total                           | 2 122 | 100,00 / 100,00 |      |
| Eleitorado/Participação | Eleitorado/Participação         | 9 457 | 22,44 / 100,00  | 6,65 |

### Fora da Europa

#### Brasil
| Partido                 | Partido                                     | Votos   | %               | +/-  |
| ----------------------- | ------------------------------------------- | ------- | --------------- | ---- |
|                         | Portugal à Frente                           | 4 336   | 63,04 / 100,00  | 5,49 |
|                         | Partido Socialista                          | 649     | 9,44 / 100,00   | 8,72 |
|                         | Partido Democrático Republicano             | 400     | 5,82 / 100,00   | Novo |
|                         | Pessoas–Animais–Natureza                    | 230     | 3,34 / 100,00   | -    |
|                         | Bloco de Esquerda                           | 96      | 1,40 / 100,00   | 0,71 |
|                         | Partido Unido dos Reformados e Pensionistas | 85      | 1,24 / 100,00   | Novo |
|                         | Nós, Cidadãos!                              | 83      | 1,21 / 100,00   | Novo |
|                         | Coligação Democrática Unitária              | 80      | 1,16 / 100,00   | 0,72 |
|                         | Partido da Terra                            | 79      | 1,15 / 100,00   | 0,43 |
|                         | Partido Nacional Renovador                  | 71      | 1,03 / 100,00   | 0,51 |
|                         | Outros                                      | 146     | 2,12 / 100,00   |      |
| Votos Inválidos         | Votos Inválidos                             | 623     | 9,06 / 100,00   | 9,24 |
| Total                   | Total                                       | 6 878   | 100,00 / 100,00 |      |
| Eleitorado/Participação | Eleitorado/Participação                     | 101 916 | 6,75 / 100,00   | 4,06 |

#### Canadá
| Partido                 | Partido                        | Votos  | %               | +/-   |
| ----------------------- | ------------------------------ | ------ | --------------- | ----- |
|                         | Portugal à Frente              | 864    | 49,71 / 100,00  | 9,49  |
|                         | Partido Socialista             | 249    | 14,33 / 100,00  | 10,26 |
|                         | Bloco de Esquerda              | 29     | 1,67 / 100,00   | 0,30  |
|                         | Coligação Democrática Unitária | 25     | 1,44 / 100,00   | 0,16  |
|                         | Outros                         | 28     | 1,62 / 100,00   |       |
| Votos Inválidos         | Votos Inválidos                | 541    | 31,13 / 100,00  | 19,59 |
| Total                   | Total                          | 1 738  | 100,00 / 100,00 |       |
| Eleitorado/Participação | Eleitorado/Participação        | 12 197 | 14,25 / 100,00  | 8,64  |

#### China
| Partido                 | Partido                 | Votos | %               |
| ----------------------- | ----------------------- | ----- | --------------- |
|                         | Nós, Cidadãos!          | 2 532 | 81,39 / 100,00  |
|                         | Portugal à Frente       | 214   | 6,88 / 100,00   |
|                         | Partido Socialista      | 97    | 3,12 / 100,00   |
|                         | Outros                  | 110   | 3,53 / 100,00   |
| Votos Inválidos         | Votos Inválidos         | 158   | 5,08 / 100,00   |
| Total                   | Total                   | 3 111 | 100,00 / 100,00 |
| Eleitorado/Participação | Eleitorado/Participação | 8 294 | 37,51 / 100,00  |

#### Estados Unidos da América
| Partido                 | Partido                         | Votos | %               | +/-  |
| ----------------------- | ------------------------------- | ----- | --------------- | ---- |
|                         | Portugal à Frente               | 798   | 59,11 / 100,00  | 4,22 |
|                         | Partido Socialista              | 270   | 20,00 / 100,00  | 1,63 |
|                         | Bloco de Esquerda               | 36    | 2,67 / 100,00   | 1,28 |
|                         | Coligação Democrática Unitária  | 24    | 1,78 / 100,00   | 1,18 |
|                         | Partido Democrático Republicano | 20    | 1,48 / 100,00   | Novo |
|                         | Outros                          | 42    | 3,11 / 100,00   |      |
| Votos Inválidos         | Votos Inválidos                 | 160   | 11,85 / 100,00  | 2,72 |
| Total                   | Total                           | 1 350 | 100,00 / 100,00 |      |
| Eleitorado/Participação | Eleitorado/Participação         | 9 454 | 14,28 / 100,00  | 3,41 |

#### Países de África
| Partido                 | Partido                         | Votos | %               |
| ----------------------- | ------------------------------- | ----- | --------------- |
|                         | Portugal à Frente               | 424   | 63,66 / 100,00  |
|                         | Partido Socialista              | 176   | 26,43 / 100,00  |
|                         | Coligação Democrática Unitária  | 20    | 3,00 / 100,00   |
|                         | Bloco de Esquerda               | 18    | 2,70 / 100,00   |
|                         | LIVRE/Tempo de Avançar          | 8     | 1,20 / 100,00   |
|                         | Partido Democrático Republicano | 8     | 1,20 / 100,00   |
|                         | Outros                          | 8     | 1,20 / 100,00   |
| Votos Inválidos         | Votos Inválidos                 | 4     | 0,60 / 100,00   |
| Total                   | Total                           | 666   | 100,00 / 100,00 |
| Eleitorado/Participação | Eleitorado/Participação         | 9 640 | 6,91 / 100,00   |

#### Restantes países da América
| Partido                 | Partido                         | Votos  | %               | +/-  |
| ----------------------- | ------------------------------- | ------ | --------------- | ---- |
|                         | Portugal à Frente               | 278    | 62,47 / 100,00  | 7,62 |
|                         | Partido Socialista              | 50     | 11,24 / 100,00  | 1,10 |
|                         | Partido Democrático Republicano | 17     | 3,82 / 100,00   | Novo |
|                         | Coligação Democrática Unitária  | 9      | 2,02 / 100,00   | 0,95 |
|                         | Pessoas–Animais–Natureza        | 6      | 1,35 / 100,00   | -    |
|                         | Juntos pelo Povo                | 6      | 1,35 / 100,00   | Novo |
|                         | Partido Nacional Renovador      | 6      | 1,35 / 100,00   | 1,15 |
|                         | Outros                          | 9      | 2,01 / 100,00   |      |
| Votos Inválidos         | Votos Inválidos                 | 64     | 14,38 / 100,00  | 0,87 |
| Total                   | Total                           | 445    | 100,00 / 100,00 |      |
| Eleitorado/Participação | Eleitorado/Participação         | 19 277 | 2,31 / 100,00   | 7,83 |

#### Restantes países da Ásia e Oceânia
| Partido                 | Partido                                     | Votos | %               | +/-  |
| ----------------------- | ------------------------------------------- | ----- | --------------- | ---- |
|                         | Portugal à Frente                           | 208   | 40,94 / 100,00  | 5,54 |
|                         | Partido Socialista                          | 101   | 19,88 / 100,00  | 5,53 |
|                         | Coligação Democrática Unitária              | 29    | 5,71 / 100,00   | 3,29 |
|                         | Bloco de Esquerda                           | 18    | 3,54 / 100,00   | 0,68 |
|                         | Partido Unido dos Reformados e Pensionistas | 9     | 1,77 / 100,00   | Novo |
|                         | Pessoas–Animais–Natureza                    | 8     | 1,57 / 100,00   | -    |
|                         | Partido Democrático Republicano             | 7     | 1,38 / 100,00   | Novo |
|                         | LIVRE/Tempo de Avançar                      | 7     | 1,38 / 100,00   | Novo |
|                         | Nós, Cidadãos!                              | 7     | 1,38 / 100,00   | Novo |
|                         | Outros                                      | 5     | 0,98 / 100,00   |      |
| Votos Inválidos         | Votos Inválidos                             | 109   | 21,46 / 100,00  | 0,36 |
| Total                   | Total                                       | 508   | 100,00 / 100,00 |      |
| Eleitorado/Participação | Eleitorado/Participação                     | 3 729 | 13,62 / 100,00  | 3,71 |